# تلمبه رحمت‌الله شریفی
تلمبه رحمت‌الله شریفی یک منطقهٔ مسکونی در ایران است که در دهستان حور واقع شده‌است. تلمبه رحمت‌الله شریفی ۱۰۹ نفر جمعیت دارد.